# Hyde Park (wieś w Vermont)
Hyde Park – wieś (village) w Stanach Zjednoczonych, w stanie Vermont, w hrabstwie Lamoille, w gminie (town) Hyde Park.